# Джон Франклин
Джон Франклин (на английски: John Franklin) е английски контраадмирал и полярен изследовател.

## Ранни години (1786 – 1818)
Роден е на 16 април 1786 година в Спилсби, графство Линкълншир, Англия, деветото от единадесетте деца в семейството на търговеца Уилинам Франклин и Хана Уикес. На 14-годишна възраст напуска бащиния си дом и става юнга на каботажен кораб.
През 1801 – 1803 участва в експедицията на Матю Флиндърс, която изследва и картира бреговете на Австралия. След завръщането си от Австралия постъпва в Кралския военноморски флот и участва в битката при нос Трафалгар в ескадрата на адмирал Хорацио Нелсън през 1805. На 11 февруари 1808 получава лейтенантски чин.
По време на Британско-американската война (1812 – 1815) е сериозно ранен в морското сражение край Нови Орлеан през 1814.

## Експедиционна и административна дейност (1818 – 1847)

### Експедиция към Северния полюс (1818)
През 1818 като командир на кораба „Трент“ взима участие в британската полярна експедиция възглавявана от Дейвид Бюкън, която трябвало да достигне Беринговия проток през Северния полюс (по това време се смятало, че в района на полюса океана е свободен от ледове). Експедицията достига до 80° 34` с.ш. северно от Шпицберген и се връща обратно.

### Първа експедиция в Канада (1819 – 1821)
През 1819 Франклин е избран да води експедиция по суша от Хъдсъновия залив, с цел изследване на северното крайбрежие на Канада на изток от устието на река Копърмайн.
В края на август 1819 експедицията достига до югозападния ъгъл на Хъдсъновия залив, селището Йорк. От там с четирима спътници се изкачва по реките Хейс, Нелсън и други, и през северната част на езерото Уинипег достигат до форт Къмбърлънд Хаус, където групата се установява на зимуване.
През януари и февруари 1820, Франклин, с двама спътници офицера Джордж Бак и матроса Джон Хепбърн, при жестоки студове (до -45 °C) достига до форт Чипевайн, в устието на река Атабаска. В средата на юли към тях се присъединяват още двама спътници – лекарят Джон Ричардсън и офицерът Робърт Худ. Оттам обединеният отряд тръгва на северозапад по Робската река и през Голямото Робско езеро достига до форт Провидънс, на западния ъгъл на езерото, от където изтича река Маккензи. Там към англичаните се присъединяват няколко франко-канадски трапери и метиси. През август групата продължава на север около 450 км и на 20 август достига до проточното езеро Пойнт на река Копърмайн, където провежда второ зимуване.
През лятото на 1821 започва поход на север, като разделя групата на два отряда. Начело на първия отряд Франклин се спуска по Копърмайн и за четири седмици на 21 юли стига до морето (залива Коронейшън – открит от него). Изследва брега на изток от Копърмайн и открива остров Хепбърн (111º з.д.) и залива Арктик Саунд (109º з.д.), в който от юг се влива река Худ. В края на юли открива осеяният с острови залив Батърст и го изследва две седмици. На изток и североизток от него открива залива Мелвил (108º з.д.), п-ов Кент и западния вход на протока Диз и на 22 август англичаните поемат обратно, като по този начин е открита над 1000 км от бреговата линия на Северна Америка.
Обратният път се оказва бедствен за експедицията. Изкачват се по река Худ до праговете ѝ и от там продължават пеша на югозапад. Ловът е неудачен и се налага да се хранят с лишеи и да варят кожените ремъци и обувки. След двумесечен път от 23 души загиват 18, като двама от тях са убити. Още две седмици петимата оцелели пътешественици гладуват, докато не са намерени от индианците изпратени им на помощ. На 11 декември се добират до форт Провидънс, където провеждат трето зимуване и през лятото на 1822 се завръщат в Англия.
В родината си Франклин е посрещнат като герой и на 20 ноември 1822 е произведен в чин капитан, а през 1823 издава книгата „Narrative of a journey to the shores of the Polar sea in the years 1819 – 22“ (t. 1 – 2, 1823), в която описва пътешествието си.
В чисто географски смисъл достиженията му не го удовлетворяват. Макар и да открива заливите Коронейшън и Батърст, той не успява да установи връзката им с другите басейни на Северния ледовит океан. Освен това основната задача на експедицията не е изпълнена, тъй като е изследван сравнително малък участък от неизвестното по-рано северно крайбрежие на Северна Америка, поради което Франклин замисля нова експедиция.

### Втора експедиция в Канада (1825 – 1827)
В новата експедиция в Канада Франклин пристига заедно със старите си спътници Джон Ричардсън и Джордж Бак и кадета Ърнест Кендал. След пристигането си набира екип от британски преселници и местни канадци, водачи и преводачи от местните ескимоси и индианци, и експедицията нараства до около 50 души. На негово разположение са и четири специално построени лодки, в които експедицията се натоварва и по вече известния воден път през юни 1825 се спуска до устието на Голямата Меча река. От там Франклин изпраща голяма част от експедицията към Голямото Мече езеро, а сам с Кендал и няколко индианци за шест дни (8 – 14 август) се спуска по река Маккензи до устието ѝ. На север от делтата ѝ, в североизточната част на залива Маккензи открива група острови, в т.ч. остров Кендал (69°30′ с. ш. 135°10′ з. д. / 69.5° с. ш. 135.166667° з. д.). Обратния път до устието на Голямото Мече езеро отнема на групата 18 дни. В тяхно отсъствие, останалите участници в експедицията, под ръководството на Джордж Бак построяват форт Франклин, в югозападния ъгъл на Голямото Мече езеро, където целия състав на експедицията презимува.
В края на юни 1826, след размразяването на реката, голяма част от участниците в експедицията на четирите лодки се спускат по река Маккензи до делтата ѝ, където Франклин я разделя на два изследователски отряда – източен, възглавяван от Джон Ричардсън, с помощник Ърнест Кендал и западен, ръководен лично от него, с помощник Джордж Бак. На 7 юли, отрядът ръководен от Франклин поема покрай брега на запад от делтата на река Маккензи и до 17 август открива и изследва над 700 км от южния бряг на море Бофорт до 149º з.д. на запад, като на 139º 10`з.д. открива остров Хершел, а между 137º и 146º з.д. – планината Бритиш Маунтинс с връх Румянцев (69°15′ с. ш. 143°45′ з. д. / 69.25° с. ш. 143.75° з. д.). В края на август групата се завръща в делтата на Маккензи, а на 21 септември 1826 – във форт Франклин, където се провежда второ зимуване и през есента на 1827 експедицията се прибира в Англия.
Този път англичаните има за какво да са горди със своите географски открития: открито е континенталното крайбрежие на море Бофорт, установена е връзката на това море със залива Коронейшън (виж експедицията на Джон Ричардсън) и на север от него е открито южното крайбрежие на остров Виктория.

### Административна дейност (1827 – 1845)
Успешното завършване на трудната експедиция способства за издигането му в морската и административна кариера. След публикуването на книгата му „Narrative of a second expedition to the shores of the Polar sea in the years 1825 – 27“ през 1829 му е присъдено рицарско звание. Впоследствие е назначен за губернатор на остров Тасмания и заема този пост от 1837 до 1843. Шестгодишната губернаторска дейност на Франклин се отличава с хуманно отношение към аборигените и каторжниците заточени на острова, бори се с произвола и жестокостта на колониалните чиновници и длъжностните лица, с което предизвиква недоволство в митрополията и през 1843 е отзован от заемания пост.

### Последна експедиция (1845 – 1847)
След завръщането си в Лондон взема активно участие в дейността на Кралското географско дружество и като узнава за готвещата се експедиция към Канадския Арктичен архипелаг предлага услугите си на Адмиралтейството. Отказват му, като се позовават на преклонната му възраст (тогава Франклин е на 59 години), но той проявява необичайна настойчивост и същата година възглавява експедиция на корабите „Еребус“ и „Тирър“ за търсене на Северозападния проход. Негов помощник на „Еребус“ е Джеймс Фицджеймс, а капитан на „Тирър“ е Френсис Крозиър с богат полярен опит, участник в експедициите на Уилям Едуард Пари в Арктика и Джеймс Кларк Рос в Антарктика. Целия състав на експедицията се състои от 129 души.
На 19 май 1845 корабите вдигат котва и се отправят към Арктика. През юли стигат до остров Диско край Гренландия, натоварват провизии и топлива и поемат към неизвестността.
Вторично открива протока Уелингтън (отделящ островите Девън и Корнуолис), като по този начин открива цялото западно крайбрежие на остров Девън, достига до 77º с.ш. и се връща назад през протока Крозиър (открит от него, между Корнуолис на изток и Батърст на запад), като по този начин открива източния бряг на остров Батърст и обикаля остров Корнуолис.
През лятото на 1846 корабите се движат на запад през протока Бароу и на 96º з.д. Франклин открива протока Пил (между остров Съмърсет на изток и остров Принц Уелски на запад). Продължава на юг, на 72º с.ш. открива протока Франклин (продължение на протока Пил на югозапад, отделящ п-ов Бутия от остров Принц Уелски) и на 12 септември достига до остров Кинг Уилям, където загива голяма част от екипажа на корабите, включително и Франклин.

## Търсене на изчезналата експедиция
В продължение на повече от 10 години 39 полярни експедиции търсят изчезналата експедиция на Джон Франклин, много от които са оборудвани със средства от вдовицата му лейди Джейн Франклин. Първите следи на изчезналата експедиция открива шотландския полярен изследовател Джон Рей през 1854. Изследвайки остров Кинг Уилям, Рей стъпва в контакт с местните ескимоси и получава достатъчно много информация за съдбата на екипажа. Един от ескимосите му разказва за 35 – 40 бели хора, които загиват от глад в този район. Друг ескимос също потвърждава тази информация като добавя, че сред умиращите моряци се наблюдават случаи на канибализъм. Следите от останките на загиналите и съдържанието на използваните домакински съдове принуждават Джон Рей да се съгласи с твърдението на втория свидетел. Впоследствие случаите на канибализъм са доказани и от други изследователи по следите на намерените кости на загиналите. Ескимосите показват и други доказателства за пребиваването на Франклин и неговия екипаж в този район. Рей купува от ескимосите няколко сребърни лъжици и вилици, на които има инициали на двата кораба.
Впоследствие експедицията на Франсис Макклинток през 1857 – 1859 намира множество вещи на участниците в експедицията и останки на някои от тях. В намерените дневници се съдържа информация за това, че корабите замръзнали в ледовете и така и не се освободили, и за негодните провизии. Самият Джон Франклин след като преживява две зимувания умира на 11 юни 1847 на остров Кинг Уилям, а останалите 105 офицери и моряци под командването на капитан Крозиър напускат корабите на 22 април 1848 след трето зимуване и се отправят на юг, за да загинат всички от глад, студ и болести. Гробът на Франклин не е намерен.

## Памет
В Лондон, в Уесминстърското абатство, където са погребани много видни британски личности е издигнат паметник на Джон Франклин. Още един паметник има в родния му град Спилсби.
Неговото име носят:
- град Порт Франклин (38°41′ ю. ш. 146°17′ и. д. / 38.683333° ю. ш. 146.283333° и. д.), в щата Виктория, Австралия;
- град Франклин (43°05′ ю. ш. 147°01′ и. д. / 43.083333° ю. ш. 147.016667° и. д.), в южната част на остров Тасмания;
- езеро Франклин (66°56′ с. ш. 96°03′ з. д. / 66.933333° с. ш. 96.05° з. д.), в долното течение на река Бак, северното крайбрежие на Канада;
- езеро Франклин (60°41′ с. ш. 135°18′ з. д. / 60.683333° с. ш. 135.3° з. д.), в територия Юкон, Северозападна Канада;
- залив Франклин (69°45′ с. ш. 126°00′ з. д. / 69.75° с. ш. 126° з. д.), на море Бофорт, северното крайбрежие на Канада;
- залив Франклин (69°34′ с. ш. 91°15′ з. д. / 69.566667° с. ш. 91.25° з. д.), на източното крайбрежие на п-ов Бутия, Северна Канада;
- залив Франклин (69°26′ с. ш. 85°25′ з. д. / 69.433333° с. ш. 85.416667° з. д.), на северозападното крайбрежие на п-ов Мелвил, Северна Канада;
- нос Сър Джон Франклин (76°44′ с. ш. 96°58′ з. д. / 76.733333° с. ш. 96.966667° з. д.), най-западната точка на остров Девън, Канадски арктичен архипелаг;
- нос Франклин (70°54′ с. ш. 158°50′ з. д. / 70.9° с. ш. 158.833333° з. д.), на северния бряг на Аляска;
- нос Франклин (73°15′ с. ш. 22°14′ з. д. / 73.25° с. ш. 22.233333° з. д.), на източния бряг на Гренландия;
- нос Франклин (69°35′ с. ш. 98°32′ з. д. / 69.583333° с. ш. 98.533333° з. д.), на северозападния бряг на остров Кинг Уилям, Канадски арктичен архипелаг;
- остров Франклин (72°40′ с. ш. 21°54′ з. д. / 72.666667° с. ш. 21.9° з. д.), в Гренландско море, край източното крайбрежие на Гренландия;
- остров Франклин (80°38′ с. ш. 66°48′ з. д. / 80.633333° с. ш. 66.8° з. д.), в протока Кенеди, между Гренландия на изток и остров Елсмиър на запад;
- остров Франклин (76°04′ ю. ш. 168°20′ и. д. / 76.066667° ю. ш. 168.333333° и. д.), в море Рос, Антарктика;
- остров Франклин-Кларк (61°49′ с. ш. 121°17′ з. д. / 61.816667° с. ш. 121.283333° з. д.), в река Маккензи, Северна Канада;
- планина Франклин (69°00′ с. ш. 145°10′ з. д. / 69° с. ш. 145.166667° з. д.), в Северна Аляска;
- планина Франклин (64°15′ с. ш. 124°00′ з. д. / 64.25° с. ш. 124° з. д.), в Северозападни територии, Канада;
- проток Франклин (38°47′ ю. ш. 146°28′ и. д. / 38.783333° ю. ш. 146.466667° и. д.), в щата Виктория, Австралия, отделящ п-ов Уилсън Промонтори на югозапад от остров Снейк на североизток;
- проток Франклин (71°30′ с. ш. 96°30′ з. д. / 71.5° с. ш. 96.5° з. д.), между остров Принц Уелски, от Канадския арктичен архипелаг на северозапад и п-ов Бутия на югоизток;
- регион Франклин, в Канада, част от Северозападни територии;
- река Франклин (устие, 38°39′ ю. ш. 146°17′ и. д. / 38.65° ю. ш. 146.283333° и. д.), в щата Виктория, Австралия;
- река Франклин (устие, 42°35′ ю. ш. 145°44′ и. д. / 42.583333° ю. ш. 145.733333° и. д.), в западната част на остров Тасмания, десен приток на река Гордън.